# Cnesterodon raddai
Cnesterodon raddai é um peixe da família Poeciliidae, ordem Cyprinodontiformes.

## Morfologia
Os machos podem alcançar los 2,3 cm de comprimento total.

## Distribuição geográfica
Encontram-se na América do Sul: rio Paraná.